# Cinara melaina
Cinara melaina är en insektsart som beskrevs av Boudreaux 1949. Cinara melaina ingår i släktet Cinara och familjen långrörsbladlöss. Inga underarter finns listade i Catalogue of Life.